# (8931) Hirokimatsuo
(8931) Hirokimatsuo (1997 AC4) – planetoida z pasa głównego asteroid okrążająca Słońce w ciągu 3 lat i 231 dni w średniej odległości 2,36 au. Została odkryta 6 stycznia 1997 roku w Ōizumi przez Takao Kobayashiego.